# Адамский, Ежи
Е́жи Ада́мский (пол. Jerzy Adamski; 14 марта 1937, Серпц — 6 декабря 2002, Быдгощ) — польский боксёр полулёгкой весовой категории, выступал за сборную Польши в конце 1950-х — середине 1960-х годов. Серебряный призёр летних Олимпийских игр в Риме, чемпион Европы, шестикратный чемпион Польши, участник многих международных турниров и матчевых встреч.

## Биография
Ежи Адамский родился 14 марта 1937 года в городе Серпц, Мазовецкое воеводство. Активно заниматься боксом начал в раннем детстве, проходил подготовку в спортивном клубе «Астория». Первого серьёзного успеха на ринге добился в 1956 году, когда в легчайшем весе стал чемпионом Польши (впоследствии повторил это достижение ещё пять раз). Год спустя поднялся в полулёгкую весовую категорию и побывал на чемпионате Европы в Праге, где дошёл до стадии четвертьфиналов. В 1959 году на европейском первенстве в Люцерне завоевал золотую медаль, одолев всех своих соперников.
Благодаря череде удачных выступлений удостоился права защищать честь страны на летних Олимпийских играх 1960 года в Риме — в полуфинале со счётом 4:1 победил южноафриканца Уильяма Майерса, но в решающем матче 1:4 проиграл итальянцу Франческо Муссо.
Получив серебряную олимпийскую медаль, Адамский ещё довольно долго продолжал выходить на ринг в составе национальной сборной, принимая участие во всех крупнейших международных турнирах. Так, в 1963 году он съездил на чемпионат Европы в Москву, откуда привёз медаль бронзового достоинства (на стадии полуфиналов техническим нокаутом проиграл советскому боксёру Станиславу Степашкину). Оставался действующим спортсменом вплоть до 1965 года, но в последнее время уже не показывал выдающихся результатов.
Завершил карьеру спортсмена, имея в послужном списке 270 боёв: из них 237 окончил победой, 23 поражением, в 10 случаях зафиксирована ничья. Был женат, воспитал сына Марка. За выдающиеся спортивные достижения в 2001 году получил награду имени Александра Рекши, которая ежегодно вручается самым уважаемым боксёрам Польши.
Умер 6 декабря 2002 года в городе Быдгощ, Куявско-Поморское воеводство.